# Паув, Вера
Ве́ра Па́ув (нидерл. Vera Pauw; род. 18 января 1963, Амстердам) — нидерландский футбольный тренер, бывшая футболистка, выступавшая за сборную Нидерландов.

## Клубная карьера
Вера Паув увлеклась футболом, играя во дворе с соседними мальчишками. Когда ей было 13, она поступила в команду для девочек в футбольной секции.

 Я была единственной девчонкой во дворе — поэтому на улице, играла в футбол с моими братьями и их друзьями.— Вера Паув
Вера Паув играла за голландские клубы СВ «Бредородес» и ВСВ «Вресвейк». Она была первой нидерландской футболисткой игравшей в составе итальянского клуба, этим клубом была «Модена» в 1988—1990 гг. По возвращении в Нидерланды Вера Паув продолжила карьеру в клубах «Пюк Девентер» и СВ «Састюм».

## В сборной Нидерландов
Дебютировала за сборную в 1983 году, проведя в общей сложности в составе сборной 15 лет. Завершила карьеру в сборной одновременно с клубной карьерой в 1998-м. За эти годы за национальную сборную сыграла 89 игр и забила 2 мяча.

## Тренерская карьера
В 1998 году после завершения карьеры игрока возглавила женскую сборную Шотландии. В то время её муж голландский тренер Берт ван Линген был ассистентом Дика Адвоката в шотландском «Рейнджерс». Берт ван Линген был главным тренером женской сборной Нидерландов в те годы, когда Вера Паув выступала за национальную команду.
В 2004-м Вера Паув вернулась в Нидерланды, где возглавила женскую национальную сборную. В мае 2005-го, пройдя курс обучения в Королевском футбольном союзе Нидерландов, стала первой из голландских женщин тренеров обладательницей Лицензии-Pro УЕФА.
Со сборной Нидерландов она пробилась в финальный турнир Евро-2009, проходившем в Финляндии. На чемпионате голландки сенсационно дошли до полуфинала, где уступив девушкам из Англии в серии пенальти, разделили 3-4 места со сборной Норвегии. 25 марта 2010-го трудовые отношения между Верой Паув и Королевским футбольным союзом Нидерландов были расторгнуты.
В июне 2010 года Вера Паув была назначена на должность технического директора женской сборной России. Аналогичную должность технического директора мужской сборной занял Берт ван Линген, помощник Дика Адвоката в мужской сборной России. В апреле 2011-го Вера Паув была назначена главным тренером женской сборной России, сменив на этом посту Игоря Шалимова. Под руководством Паув женская сборная России не сыграла ни одного официального матча, только три товарищеских — два со сборной Китая и один со сборной Украины. В сентябре 2011-го Веру Паув сменил на посту главного тренера сборной России французский специалист Фарид Бенстити. Сама же Вера Паув продолжила работу техническим директором сборной — была координатором в РФС по развитию женского футбола. В конце июня 2012-го срок её контракта с РФС истёк.
В марте 2014-го возглавила женскую сборную ЮАР, заключив контракт с Южноафриканской футбольной ассоциацией. В октябре на Чемпионате Африки 2014, проходившем в столице Намибии Виндхуке, подопечные Веры Паув вышли из группы в полуфинал турнира. В первой игре сборная ЮАР уступила сборной Камеруна 0-1, во второй добилась лишь ничьей со сборной Ганы 1-1, а в третьей игре разгромила сборную Алжира 5-1 и вышла из группы за счёт лучшей разницы забитых и пропущенных мячей. В полуфинале команда Паув уступила Нигерии 2-1, а затем уступила сборной Кот-д’Ивуар 0-1 в матче за третье место. Четвёртое место на Чемпионате Африки оставило сборную ЮАР без участия в Чемпионате Мира 2015, поскольку команды, занявшие только три первых места, получили право на участие в турнире. Но, несмотря на не совсем удовлетворительный результат, Южноафриканская футбольная федерация в январе 2015-го продлила контракт с Верой Паув.
В отборочном турнире на Олимпийские игры 2016 в Рио-де-Жанейро сборная ЮАР получила одну из двух путёвок, отведённых для Африканской конфедерации футбола, вторую путёвку получила сборная Зимбабве. В ходе отборочного турнира подопечные Веры Паув обыграли сборные Габона, Кении и Экваториальной Гвинеи. На олимпийском турнире в Рио сборная ЮАР заняла четвёртое место в группе, уступив сборным Швеции и Китая, и сыграв вничью со сборной Бразилии. В конце сентября контракт между Верой Паув и Южноафриканской футбольной федерацией истёк, на посту главного тренера женской сборной ЮАР, её сменила Дезире Эллис.
С ноября 2017 по сентябрь 2018 года была главным тренером американского клуба из Техаса «Хьюстон Даш», выступающего в NWSL.
В феврале 2019 года стала тренером-консультантом в штабе женской сборной Таиланда, где будет принимать участие в подготовке команды к Чемпионату мира 2019 во Франции.